# Gnom

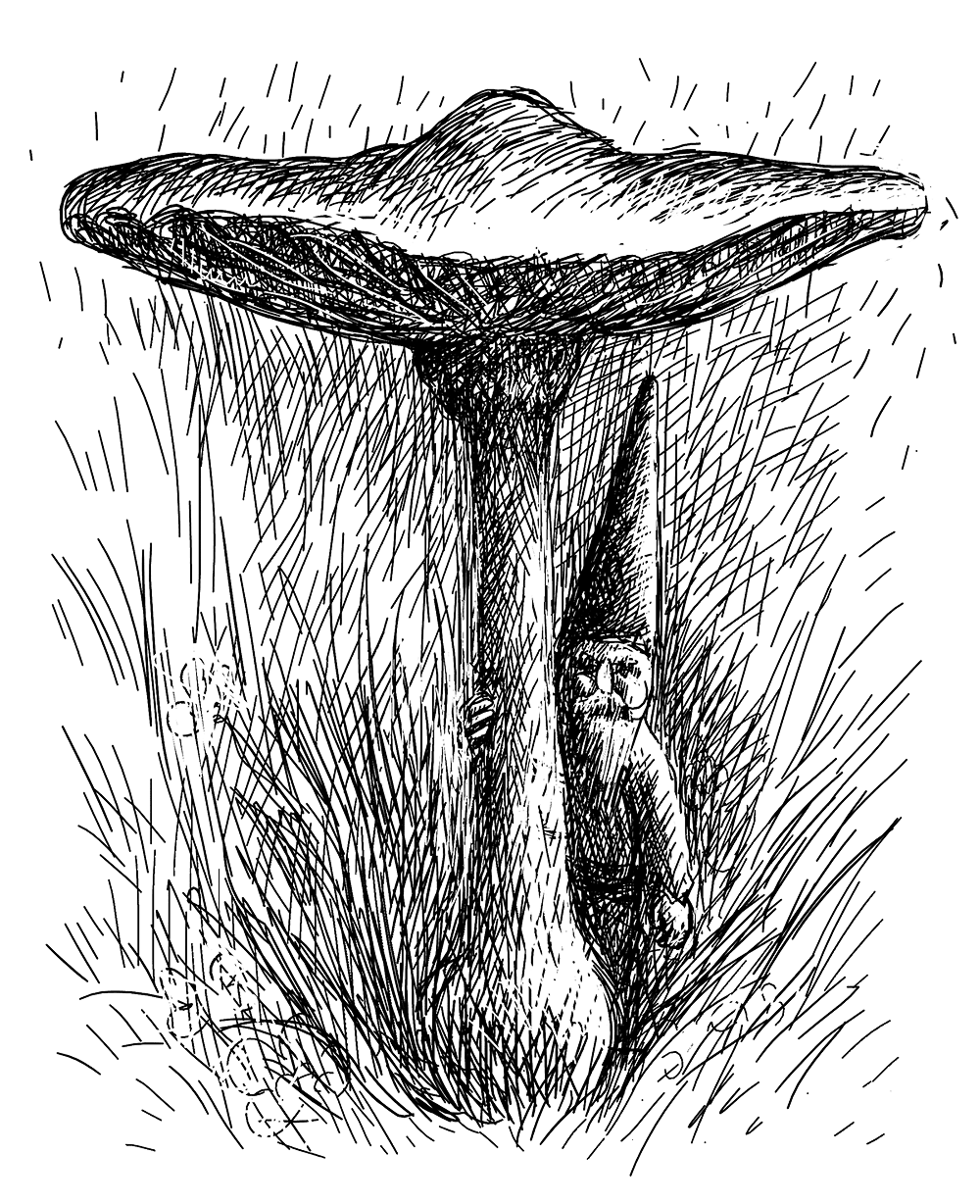
Un gnom

Un gnom este o creatură mitică caracterizată de statura sa mică și viața subterană. Conform lui Paracelsus, gnomii sunt cele mai importante ființe care întrupează caracteristicile elementului Pământ. Ei se mișcă cu ușurință în interiorul  Pământului, așa cum oamenii merg pe el. Se spune că razele soarelui îi transformă în piatră. Gnomii constituie un nume dat, în scrierile cabaliștilor medievali, spiritelor care ar locui în interiorul Pământului. 
După unele tradiții, gnomii sunt niște mici creaturi buclucașe sau niște goblini. Câteva surse spun că de fapt gnomii devin broaște când răsare soarele, în loc să se transforme în piatră. Gnomii apar des în basmele germane, în special în cele ale Fraților Grimm dar și în mitologia nordică. În basme, ei sunt înfățișați ca niște oameni bătrâni și pitici, care trăiesc în adâncul pământului și păzesc comori îngropate. Gnomii apar și în alte mitologii, dar sub alte nume, ei fiind prezenți mai ales în centrul, nordul și estul Europei. Kaukis este gnomul prusac, iar barbegazi sunt creaturi asemănătoare cu gnomii, cu picioare mari ce apar în basmele și legendele din Franța și Elveția. În Islanda, gnomii (vættir) sunt atât de respectați încât stăzile sunt construite în așa fel încât să nu deranjeze zonele unde se spune că locuiesc. În estul continentului, tengu este un nume ce desemnează o categorie de gnomi înaripați.  
Un gnom este rar individualizat de ceilalți ca personaj de basm, însă în folclorul german, Rubezahl, stăpânul lumii subterane, este considerat uneori a fi un gnom de munte. După unele tradiții, regele gnomilor se numește Gob. Despre cuvântul "gnom" se zice că ar proveni din limba latină din "gnomus" sau din greacă, din "gnosis", însemnând "cunoaștere". Conform miturilor, gnomii acumulau  informații secrete așa cum strângeau comori.